# NXT Women's Tag Team Championship
NXT Women's Tag Team Championship (em português, Campeonato de Duplas Femininas do NXT) foi um campeonato de duplas feminino de luta profissional criado e promovido pela promoção americana WWE. Foi defendido na divisão de marca NXT, o território de desenvolvimento da promoção. No episódio do SmackDown em 23 de junho de 2023, o título foi unificado com o Campeonato de Duplas Femininas da WWE, aposentando oficialmente o título no processo, com Alba Fyre e Isla Dawn sendo reconhecidas como as últimas campeãs.
O campeonato foi estabelecido no dia 10 de março de 2021, episódio do NXT. A equipe de Dakota Kai e Raquel González foram coroadas as campeãs inaugurais devido à vitória no primeiro Dusty Rhodes Tag Team Classic Feminino, depois que a luta pelo Campeonato de Duplas Femininas da WWE que elas originalmente receberam por sua vitória terminou em polêmica. Na época em que o título foi lançado, o NXT era considerado a "terceira marca" da WWE. Em setembro de 2021, no entanto, o NXT voltou à sua função original como território de desenvolvimento da WWE.

## História
Em dezembro de 2018, o Campeonato de Duplas Femininas da WWE foi estabelecido como o único campeonato feminino de duplas da WWE, compartilhado entre as marcas Raw, SmackDown e NXT. No episódio de 3 de março de 2021 do NXT, Dakota Kai e Raquel González, que ganharam uma oportunidade de título por vencer o primeiro Dusty Rhodes Tag Team Classic Feminino, enfrentaram as Campeãs de Duplas Femininas da WWE Nia Jax e Shayna Baszler (cuja casa marca era Raw). Depois que o árbitro foi nocauteado durante a luta, o oficial da WWE Adam Pearce para Raw e SmackDown enviou um segundo árbitro para declarar que Kai havia se submetido a Baszler, embora Kai não fosse a mulher legal. Isso levou a uma discussão nos bastidores entre Pearce e o gerente geral do NXT, William Regal.
Na semana seguinte, no episódio de 10 de março, Regal apresentou o Campeonato de Duplas Femininas do NXT e concedeu os títulos a Kai e González devido à vitória no Dusty Classic; o Campeonato de Duplas Femininas da WWE posteriormente não estava mais disponível para o NXT. Seu reinado não duraria muito, pois naquela mesma noite defenderam os títulos contra as vice-campeãs do torneio, Ember Moon e Shotzi Blackheart, que derrotaram Kai e González para conquistar o campeonato.
Como resultado do Draft da WWE de 2023, as campeãs de duplas femininas do NXT, Alba Fyre e Isla Dawn, foram transferidas para o SmackDown e levaram os títulos com elas, afirmando que defenderiam o título em todas as três marcas, embora nunca tenham feito isso e apenas tenham tido lutas não valendo o título no SmackDown. No episódio de 9 de junho, enquanto se preparavam para uma entrevista no ringue, Fyre e Dawn foram interrompidas pelas campeãs de duplas femininas da WWE, Ronda Rousey e Shayna Baszler, que desafiaram Fyre e Dawn para uma luta de unificação de títulos, que foi aceita e agendada para o episódio de 23 de junho do SmackDown. Rousey e Baszler venceram e se tornaram as campeãs indiscutíveis de duplas femininas da WWE, tornando o Campeonato de Duplas Femininas da WWE disponível para o NXT novamente. O Campeonato de Duplas Femininas do NXT foi posteriormente aposentado, com Dawn e Fyre reconhecidas como as últimas campeãs.
De acordo com o Fightful, a luta de unificação estava planejada para acontecer logo após o draft, mas foi adiada devido a várias lesões dentro da divisão. O Fightful também observou que havia confusão em relação à criação original do Campeonato de Duplas Femininas do NXT, já que a empresa já tinha o Campeonato de Duplas Femininas da WWE e não havia muitas equipes femininas na divisão. Além disso, foi mencionado que o plano após a unificação era que o Campeonato de Duplas Femininas da WWE aparecesse na programação do NXT "quando necessário", que era o plano original para o título.

## Design do cinturão
O design do cinturão do Campeonato de Duplas Femininas do NXT é quase idêntico ao do Campeonato de Duplas do NXT masculino, com algumas exceções. As alças são menores para as mulheres e são brancas em vez de pretas. Acima do logotipo vertical do NXT na placa central está escrito "Women's Tag Team" em vez de apenas "Tag Team". Para as placas laterais personalizáveis, as placas laterais padrão têm o logotipo vertical do NXT em vez do logotipo da WWE. O logotipo da WWE também está faltando bem no centro do logotipo do NXT na placa central.

## Reinados
Houve 11 reinados entre nove times compostos por 18 campeãs individuais e uma ocasião em que o título ficou vago. A equipe campeã inaugural foi Dakota Kai e Raquel González e estão empatadas com Toxic Attraction (Gigi Dolin e Jacy Jayne) pelo maior número de reinados em dois. A equipe de Kayden Carter e Katana Chance tem o reinado mais longo com 186 dias, enquanto o primeiro reinado de Kai e González é o mais curto com 56 minutos (sendo eleitos as primeiras campeãs, depois perdendo o título na mesma noite). Candice LeRae é a campeã mais velha com 35 anos, enquanto Roxanne Perez é a mais jovem, conquistando o título aos 20. As últimas campeãs foram a dupla Alba Fyre e Isla Dawn.
| No.         | Número geral do reinado                           |
| Reinado     | Número de reinado para o campeão específico       |
| Dias        | Número de dias retidos                            |
| Dias recon. | Número de dias detidos reconhecidos pela promoção |
| <1          | O reinado durou menos de um dia                   |
| +           | Indica o reinado atual.                           |

| No. | Campeãs                                    | Mudança de Campeonato  | Mudança de Campeonato            | Mudança de Campeonato | Estatísticas do Reinado | Estatísticas do Reinado | Estatísticas do Reinado | Notas | Ref.   |
| No. | Campeãs                                    | Data                   | Evento                           | Localização           | Reinado                 | Dias                    | Dias recon.             | Notas | Ref.   |
| --- | ------------------------------------------ | ---------------------- | -------------------------------- | --------------------- | ----------------------- | ----------------------- | ----------------------- | --- | ------ |
| 1   | Dakota Kai e Raquel González               | 10 de março de 2021    | NXT                              | Orlando, FL           | 1                       | <1                      | <1                      | O gerente geral do NXT, William Regal, concedeu os títulos as vencedoras do Dusty Rhodes Tag Team Classic feminino Kai e González após uma finalização complicada em sua luta pelo Campeonato de Duplas Femininas da WWE contra Nia Jax e Shayna Baszler na semana anterior. | [ 3 ]  |
| 2   | Ember Moon e Shotzi Blackheart             | 10 de março de 2021    | NXT                              | Orlando, FL           | 1                       | 55                      | 55                      | | [ 3 ]  |
| 3   | The Way (Candice LeRae e Indi Hartwell)    | 4 de maio de 2021      | NXT                              | Orlando, FL           | 1                       | 63                      | 62                      | Esta foi uma luta de rua | [ 8 ]  |
| 4   | Io Shirai e Zoey Stark                     | 6 de julho de 2021     | NXT: The Great American Bash     | Orlando, FL           | 1                       | 112                     | 111                     | | [ 9 ]  |
| 5   | Toxic Attraction (Gigi Dolin e Jacy Jayne) | 26 de outubro de 2021  | NXT 2.0:Halloween Havoc          | Orlando, FL           | 1                       | 158                     | 157                     | Esta foi uma luta Triple Threat Tag Team Scareway to Hell Ladder também envolvendo a equipe de Indi Hartwell e Persia Pirotta. | [ 10 ] |
| 6   | Dakota Kai e Raquel González               | 2 de abril de 2022     | Stand & Deliver Kickoff          | Dallas, TX            | 2                       | 3                       | 3                       | | [ 11 ] |
| 7   | Toxic Attraction (Gigi Dolin e Jacy Jayne) | 5 de abril de 2022     | NXT 2.0                          | Orlando, FL           | 2                       | 91                      | 90                      | | [ 12 ] |
| 8   | Cora Jade e Roxanne Perez                  | 5 de julho de 2022     | NXT 2.0: The Great American Bash | Orlando, FL           | 1                       | 14                      | 14                      | | [ 13 ] |
| 8   | Roxanne Perez                              | 19 de julho de 2022    | NXT 2.0                          | Orlando, FL           | —                       | 7                       | 7                       | No episódio de 12 de julho de 2022 do NXT 2.0, Cora Jade se voltou contra Perez. Na semana seguinte, Jade jogou o cinturão do campeonato em uma lata de lixo, desocupando sua metade do campeonato. WWE.com lista isso como uma entrada separada na história oficial do título, mas não está claro se a WWE vê isso como um segundo reinado oficial de Perez ou apenas uma continuação de seu reinado com Jade. | [ 14 ] |
| —   | Vago                                       | 26 de julho de 2022    | NXT 2.0                          | Orlando, FL           | —                       | —                       |                         | Roxanne Perez desocupou a outra metade do campeonato por não ter um parceiro de duplas. | [ 15 ] |
| 9   | Kayden Carter e Katana Chance              | 2 de agosto de 2022    | NXT 2.0                          | Orlando, FL           | 1                       | 186                     | 186                     | Derrotou as equipes de Ivy Nile e Tatum Paxley, Toxic Attraction (Gigi Dolin e Jacy Jayne) e Yulisa Leon e Valentina Feroz em uma luta de eliminação fatal de duplas para ganhar o título vago. | [ 16 ] |
| 10  | Fallon Henley e Kiana James                | 4 de fevereiro de 2023 | NXT Vengeance Day                | Charlotte. CN         | 1                       | 56                      | 55                      | | [ 17 ] |
| 11  | The Unholy Union (Alba Fyre e Isla Dawn)   | 1 de abril de 2023     | Stand & Deliver                  | Los Angeles, CA       | 1                       | 83                      | 83                      | Como resultado do Draft da WWE de 2023, Fyre e Dawn foram transferidas para o SmackDown, embora o título tenha permanecido no NXT. | [ 18 ] |
| —   | Unificado                                  | 23 de junho de 2023    | SmackDown                        | Lafayette, LA         | —                       | —                       | —                       | Ronda Rousey e Shayna Baszler derrotaram Alba Fyre e Isla Dawn para unificar o Campeonato de Duplas Femininas do NXT com o Campeonato de Duplas Femininas da WWE. O Campeonato de Duplas Femininas do NXT foi aposentado, com Fyre e Dawn reconhecidas como as últimas campeãs. | [ 19 ] |

## Lista de reinados combinados

### Por dupla
| Pos. | Dupla                                      | Nº de reinados | Dias combinados | Dias combinados pela WWE |
| ---- | ------------------------------------------ | -------------- | --------------- | ------------------------ |
| 1    | Toxic Attraction (Gigi Dolin e Jacy Jayne) | 2              | 249             | 247                      |
| 2    | Kayden Carter e Katana Chance              | 1              | 186             | 186                      |
| 3    | Io Shirai e Zoey Stark                     | 1              | 112             | 111                      |
| 4    | The Unholy Union (Alba Fyre e Isla Dawn)   | 1              | 83              | 83                       |
| 5    | The Way (Candice LeRae e Indi Hartwell)    | 1              | 63              | 62                       |
| 6    | Fallon Henley e Kiana James                | 1              | 56              | 55                       |
| 7    | Ember Moon e Shotzi Blackheart             | 1              | 55              | 55                       |
| 8    | Cora Jade e Roxanne Perez                  | 1              | 14              | 14                       |
| 9    | Dakota Kai e Raquel González               | 2              | 3               | 3                        |

### Por lutadora
| Pos. | Lutadora          | Nº de reinados | Dias combinados | Dias combinados pela WWE |
| ---- | ----------------- | -------------- | --------------- | ------------------------ |
| 1    | Gigi Dolin        | 2              | 249             | 247                      |
| 1    | Jacy Jayne        | 2              | 249             | 247                      |
| 3    | Katana Chance     | 1              | 186             | 186                      |
| 3    | Kayden Carter     | 1              | 186             | 186                      |
| 5    | Io Shirai         | 1              | 112             | 111                      |
| 5    | Zoey Stark        | 1              | 112             | 111                      |
| 7    | Alba Fyre         | 1              | 83              | 83                       |
| 7    | Isla Dawn         | 1              | 83              | 83                       |
| 9    | Candice LeRae     | 1              | 63              | 62                       |
| 9    | Indi Hartwell     | 1              | 63              | 62                       |
| 11   | Fallon Henley     | 1              | 56              | 55                       |
| 11   | Kiana James       | 1              | 56              | 55                       |
| 13   | Ember Moon        | 1              | 55              | 55                       |
| 13   | Shotzi Blackheart | 1              | 55              | 55                       |
| 15   | Roxanne Perez     | 1              | 21              | 21                       |
| 16   | Cora Jade         | 1              | 14              | 14                       |
| 17   | Dakota Kai        | 2              | 3               | 3                        |
| 17   | Raquel González   | 2              | 3               | 3                        |